# Сестри Ендрюс
Сестри Ендрюс (англ. The Andrews Sisters) — джазове тріо, один із найпопулярніших колективів у США в 1930-ті й 1940-ві рр.
Сестри Ендрюс народилися в Міннесоті, США. Їхній батько — Пітер — був грецьким емігрантом, а мати — Ольга — походила з Норвегії.
У тріо входили сестри Лаверн, Максін і Патриція (Петті). Вони створили власний гурт, який завоював популярність 1937 року. Разом сестри записали понад 400 пісень, багато з яких стали хітами в США та Європі, отримавши статус «золотих» (тираж склав понад 1 млн примірників). Загальна кількість проданих записів музичного колективу оцінюють у 80 млн примірників.

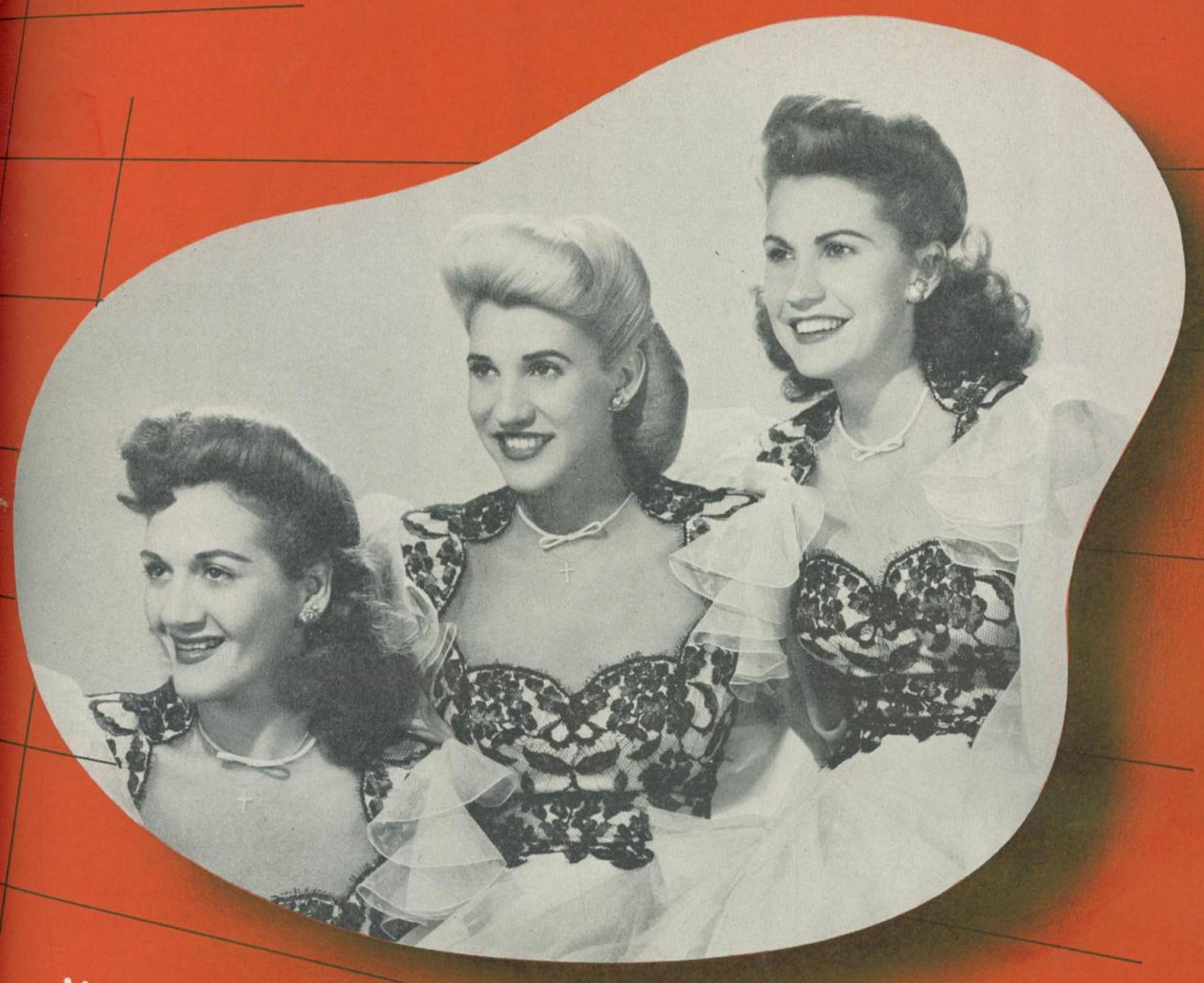
Сестри Ендрюс, 1944 рік

Сестри Ендрюс з'явилися в 15-ти голлівудських фільмах, під час і відразу після війни брали участь у радіошоу на ABC і CBS, виконуючи рекламні пісні для відомих марок.
Також сестри Ендрюс виступали й записувалися з такими відомими музикантами, як Бінґ Кросбі, Ґленн Міллер, Бенні Ґудмен абощо.
Значну популярність їм принесла композиція Boogie Woogie Bugle Boy From Company B, записана 1942 року для підтримки бойового духу американських військ у роки Другої світової війни. Пісня стала візитною карткою тріо, музична кар'єра якого тривала 30 років і завершилася 1967-го після смерті однієї з сестер.
Останньою з сестер померла Патриція. На момент смерті 30 січня 2013 їй було 94 роки.